# Robert Carson (attore)
Robert Samuel Carson (Carman, 8 giugno 1909 – Atascadero, 2 giugno 1979) è stato un attore canadese.
Ha recitato in oltre 80 film dal 1939 al 1974 ed è apparso in cento produzioni televisive dal 1951 al 1968. È stato accreditato anche con i nomi Bob Carson e Robert S. Carson.

## Biografia
Robert Carson nacque a Carman, Manitoba, in Canada, l'8 giugno 1909.
Fece il suo debutto sul grande schermo nel film del 1939 di Dick Tracy In corsa contro il tempo (originariamente una serial cinematografico in 15 parti intitolato in patria Dick Tracy's G-Men) nel ruolo dell'agente Scott. Dopo il debutto prese parte a numerosi episodi di serie televisive interpretando una miriade di personaggi. È accreditato in nove episodi della serie televisiva antologica Alfred Hitchcock presenta trasmessi dal 1957 al 1962. Interpretò il narratore in un'altra serie antologica, Navy Log, in tutti e 13 episodi trasmessi in prima televisiva dal 1955 al 1958. Partecipò inoltre a cinque episodi di Perry Mason, cinque di Maverick, cinque di Cheyenne  e, dal 1955 al 1957, a cinque episodi della serie antologica Crossroads. La sua ultima apparizione sullo schermo avvenne in un episodio della serie televisiva Hawaii Squadra Cinque Zero, andato in onda l'11 ottobre 1979 (accreditato come Bob Carson).
Morì a Atascadero, in California, a sessantanove anni, il 2 giugno 1979 e fu seppellito al Forest Lawn Memorial Park di Glendale. Fu il fratello maggiore dell'attore Jack Carson.

## Filmografia

### Cinema
- In corsa contro il tempo (Dick Tracy's G-Men), regia di John English e William Witney (1939)
- Five Little Peppers in Trouble, regia di Charles Barton (1940)
- The Saint in Palm Springs, regia di Jack Hively (1940)
- Jungle Man, regia di Harry L. Fraser (1941)
- Call Out the Marines, regia di William Hamilton e Frank Ryan (1942)
- L'isola della gloria (Wake Island), regia di John Farrow (1942)
- Phantom Killer, regia di William Beaudine (1942)
- Lost City of the Jungle, regia di Lewis D. Collins e Ray Taylor (1946)
- Musica per i tuoi sogni (My Dream Is Yours), regia di Michael Curtiz (1949)
- La furia umana (White Heat), regia di Raoul Walsh (1949)
- Trapped, regia di Richard Fleischer (1949)
- Radar Secret Service, regia di Sam Newfield (1950)
- Mule Train, regia di John English (1950)
- The Fighting Stallion, regia di Robert Emmett Tansey (1950)
- County Fair, regia di William Beaudine (1950)
- Indian Territory, regia di John English (1950)
- L'uomo che ingannò se stesso (The Man Who Cheated Himself), regia di Felix E. Feist (1950)
- Two Lost Worlds, regia di Norman Dawn (1951)
- Lo squalo tonante (Operation Pacific), regia di George Waggner (1951)
- La sposa illegittima (The Groom Wore Spurs), regia di Richard Whorf (1951)
- Home Town Story, regia di Arthur Pierson (1951)
- Gli amori di Cristina (A Millionaire for Christy), regia di George Marshall (1951)
- Il più grande spettacolo del mondo (The Greatest Show on Earth), regia di Cecil B. DeMille (1952)
- For Men Only , regia di Paul Henreid (1952)
- Attente ai marinai! (Sailor Beware), regia di Hal Walker (1952)
- Red Snow, regia di Harry S. Franklin e Boris Petroff (1952)
- Mezzogiorno di fuoco (High Noon), regia di Fred Zinnemann (1952)
- Avvocato di me stesso (Young Man with Ideas), regia di Mitchell Leisen (1952)
- Red Planet Mars, regia di Harry Horner (1952)
- Episodio, Actor's Blood di Actor's and Sin, regia di Ben Hecht e Lee Garmes (1952)
- Park Row, regia di Samuel Fuller (1952)
- Il bruto e la bella (The Bad and the Beautiful), regia di Vincente Minnelli (1952)
- Ellis in Freedomland, regia di Abby Berlin (1952)
- Polizia militare (Off Limits), regia di George Marshall (1953)
- Il mostro magnetico (The Magnetic Monster), regia di Curt Siodmak (1953)
- Essi vivranno! (Battle Circus) (1953)
- Il cammino delle stelle (The Stars Are Singing) (1953)
- Le ore sono contate (Count the Hours) (1953)
- Prendeteli vivi o morti (Code Two) (1953)
- Destinazione Terra (It Came from Outer Space) (1953)
- Murder Without Tears (1953)
- Sogno di Bohème (So This Is Love) (1953)
- No Escape (1953)
- Il traditore di Forte Alamo (The Man from the Alamo) (1953)
- Man of Conflict (1953)
- Jack Slade l'indomabile (Jack Slade) (1953)
- Three Sailors and a Girl (1953)
- La sete del potere (Executive Suite) (1954)
- Criminale di turno (Pushover) (1954)
- Tra due amori (Her Twelve Men) (1954)
- Tre ore per uccidere (Three Hours to Kill) (1954)
- Così parla il cuore (Deep in My Heart) (1954)
- Bandiera di combattimento (The Eternal Sea) (1955)
- Oltre il destino (Interrupted Melody) (1955)
- Amami o lasciami (Love Me or Leave Me) (1955)
- Sangue di Caino (The Road to Denver) (1955)
- Il nipote picchiatello (You're Never Too Young) (1955)
- Il prezzo della paura (The Price of Fear) (1956)
- La principessa dei Moak (Mohawk) (1956)
- Quadriglia d'amore (Anything Goes) (1956)
- I dieci comandamenti (The Ten Commandments) (1956)
- Sesso debole? (The Opposite Sex) (1956)
- The Great American Pastime (1956)
- I diffamatori (Slander) (1957)
- Sì signor generale! (Top Secret Affair) (1957)
- Footsteps in the Night (1957)
- Piombo rovente (Sweet Smell of Success) (1957)
- La banda degli angeli (Band of Angels) (1957)
- Furia d'amare (Too Much, Too Soon) (1958)
- Live Fast, Die Young (1958)
- La piovra nera (The Fearmakers) (1958)
- I bucanieri (The Buccaneer) (1958)
- Il gioco dell'amore (The Mating Game) (1959)
- Girls Town (1959)
- Cimarron (1960)
- Three Blondes in His Life (1961)
- Una notte movimentata (All in a Night's Work) (1961)
- Uno scapolo in paradiso (Bachelor in Paradise) (1961)
- Tra moglie e marito (Wives and Lovers) (1963)
- Dove vai sono guai (Who's Minding the Store?) (1963)
- Il monte di Venere (Kissin' Cousins) (1964)
- Compagnia di codardi? (Advance to the Rear) (1964)
- Jerry 8¾ (The Patsy) (1964)
- Ho sposato 40 milioni di donne (Kisses for My President) (1964)
- Come uccidere vostra moglie (How to Murder Your Wife) (1965)
- La grande corsa (The Great Race) (1965)
- The Gnome-Mobile (1967)
- Impara a conoscere il tuo coniglio (Get to Know Your Rabbit) (1972)
- Herbie il Maggiolino sempre più matto (Herbie Rides Again) (1974)

### Televisione
- Squadra mobile (Racket Squad) – serie TV, un episodio (1951)
- The Adventures of Kit Carson – serie TV, un episodio (1952)
- The Schaefer Century Theatre – serie TV, un episodio (1952)
- Cowboy G-Men – serie TV, episodio 1x09 (1952)
- Sky King – serie TV, un episodio (1952)
- Mr. & Mrs. North – serie TV, un episodio (1953)
- Adventures of Wild Bill Hickok – serie TV, un episodio (1953)
- Space Patrol – serie TV, 4 episodi (1952-1953)
- Adventures of Superman – serie TV, un episodio (1953)
- I Led 3 Lives – serie TV, un episodio (1954)
- The Colgate Comedy Hour – serie TV, un episodio (1954)
- Waterfront – serie TV, un episodio (1954)
- General Electric Theater – serie TV, episodio 2x16 (1954)
- Cavalcade of America – serie TV, un episodio (1954)
- Stories of the Century – serie TV, un episodio (1954)
- Shower of Stars – serie TV, un episodio (1954)
- Scienza e fantasia (Science Fiction Theatre) – serie TV, episodio 1x01 (1955)
- The Whistler – serie TV, episodio 1x33 (1955)
- Treasury Men in Action – serie TV, 3 episodi (1952-1955)
- The Man Behind the Badge – serie TV, 2 episodi (1955)
- Il cavaliere solitario (The Lone Ranger) – serie TV, 7 episodi (1950-1955)
- The Adventures of Falcon – serie TV, un episodio (1956)
- Steve Donovan, Western Marshal – serie TV, episodio 1x22 (1956)
- Our Miss Brooks – serie TV, un episodio (1956)
- The Ford Television Theatre – serie TV, un episodio (1957)
- Il sergente Preston (Sergeant Preston of the Yukon) – serie TV, 2 episodi (1956-1957)
- Crossroads – serie TV, 5 episodi (1955-1957)
- The George Burns and Gracie Allen Show – serie TV, 7 episodi (1955-1957)
- The Lineup – serie TV, un episodio (1957)
- Richard Diamond (Richard Diamond, Private Detective) – serie TV, un episodio (1957)
- Schlitz Playhouse of Stars – serie TV, 3 episodi (1952-1957)
- The Gale Storm Show: Oh, Susanna! – serie TV, un episodio (1957)
- Date with the Angels – serie TV, un episodio (1957)
- The Bob Cummings Show – serie TV, 2 episodi (1957)
- Climax! – serie TV, 2 episodi (1956-1958)
- Il tenente Ballinger (M Squad) – serie TV, un episodio (1958)
- The Millionaire – serie TV, 3 episodi (1955-1958)
- Navy Log – serie TV, 13 episodi (1955-1958)
- The Californians – serie TV, un episodio (1958)
- I racconti del West (Zane Grey Theater) – serie TV, un episodio (1958)
- December Bride – serie TV, 2 episodi (1958)
- Special Agent 7 – serie TV, un episodio (1959)
- The Texan – serie TV, episodio 1x15 (1959)
- Gli uomini della prateria (Rawhide) – serie TV, episodio 1x16 (1959)
- Rescue 8 – serie TV, episodio 1x33 (1959)
- Il carissimo Billy (Leave It to Beaver) – serie TV, un episodio (1959)
- Markham – serie TV, un episodio (1959)
- Avventure lungo il fiume (Riverboat) – serie TV, episodio 1x01 (1959)
- Bourbon Street Beat – serie TV, un episodio (1959)
- The Red Skelton Show – serie TV, un episodio (1959)
- Bronco – serie TV, un episodio (1959)
- Man with a Camera – serie TV, episodio 2x07 (1959)
- Playhouse 90 – serie TV, un episodio (1959)
- The Deputy – serie TV, un episodio (1960)
- Maverick – serie TV, 5 episodi (1957-1960)
- Alcoa Presents: One Step Beyond – serie TV, un episodio (1960)
- Indirizzo permanente (77 Sunset Strip) – serie TV, 2 episodi (1959-1960)
- Lock Up – serie TV, un episodio (1960)
- Tales of Wells Fargo – serie TV, 2 episodi (1958-1960)
- Carovana (Stagecoach West) – serie TV, episodio 1x03 (1960)
- Bachelor Father – serie TV, 2 episodi (1958-1960)
- The Best of the Post – serie TV, episodio 1x03 (1960)
- Scacco matto (Checkmate) – serie TV, episodio 1x09 (1960)
- The Brothers Brannagan – serie TV, un episodio (1960)
- Tallahassee 7000 – serie TV, un episodio (1961)
- Le leggendarie imprese di Wyatt Earp (The Life and Legend of Wyatt Earp) – serie TV, 2 episodi (1959-1961)
- Make Room for Daddy – serie TV, 2 episodi (1958-1961)
- The Case of the Dangerous Robin – serie TV, un episodio (1961)
- The Investigators – serie TV, episodio 1x01 (1961)
- Corruptors (Target: The Corruptors) – serie TV, episodio 1x04 (1961)
- Alfred Hitchcock presenta (Alfred Hitchcock Presents) – serie TV, 9 episodi (1957-1962)
- Il magnifico King (National Velvet) – serie TV, episodio 2x20 (1962)
- The Andy Griffith Show – serie TV, un episodio (1962)
- Thriller – serie TV, episodio 2x29 (1962)
- Carovane verso il west (Wagon Train) – serie TV, un episodio (1962)
- Cheyenne – serie TV, 5 episodi (1956-1962)
- Perry Mason – serie TV, 5 episodi (1957-1962)
- Hawaiian Eye – serie TV, 4 episodi (1961-1962)
- The Dick Powell Show – serie TV, 2 episodi (1961-1962)
- L'ora di Hitchcock (The Alfred Hitchcock Hour) – serie TV, 2 episodi (1963)
- Mister Ed, il mulo parlante (Mister Ed) – serie TV, 3 episodi (1962-1963)
- The Fisher Family – serie TV, un episodio (1964)
- The Beverly Hillbillies – serie TV, un episodio (1964)
- The Joey Bishop Show – serie TV, 3 episodi (1964-1965)
- A Man Called Shenandoah – serie TV, episodio 1x07 (1965)
- Bonanza – serie TV, 3 episodi (1959-1966)
- La famiglia Addams (The Addams Family) – serie TV, un episodio (1966)
- The Patty Duke Show – serie TV, un episodio (1966)
- Mamma a quattro ruote (My Mother the Car) – serie TV, un episodio (1966)
- Laredo – serie TV, un episodio (1966)
- The Lucy Show – serie TV, 6 episodi (1964-1966)
- Il virginiano (The Virginian) – serie TV, episodio 5x10 (1966)
- Viaggio in fondo al mare (Voyage to the Bottom of the Sea) – serie TV, 2 episodi (1964-1967)
- Io e i miei tre figli (My Three Sons) – serie TV, episodio 8x09 (1967)
- Ai confini dell'Arizona (The High Chaparral) – serie TV, episodio 1x23 (1968)
- Petticoat Junction – serie TV, 2 episodi (1964-1968)
- La fattoria dei giorni felici (Green Acres) – serie TV, un episodio (1970)
- Here's Lucy – serie TV, 5 episodi (1968-1972)
- Search – serie TV, un episodio (1972)
- Hawaii Squadra Cinque Zero (Hawaii Five-O) – serie TV, un episodio (1979)